# Johann Bittner

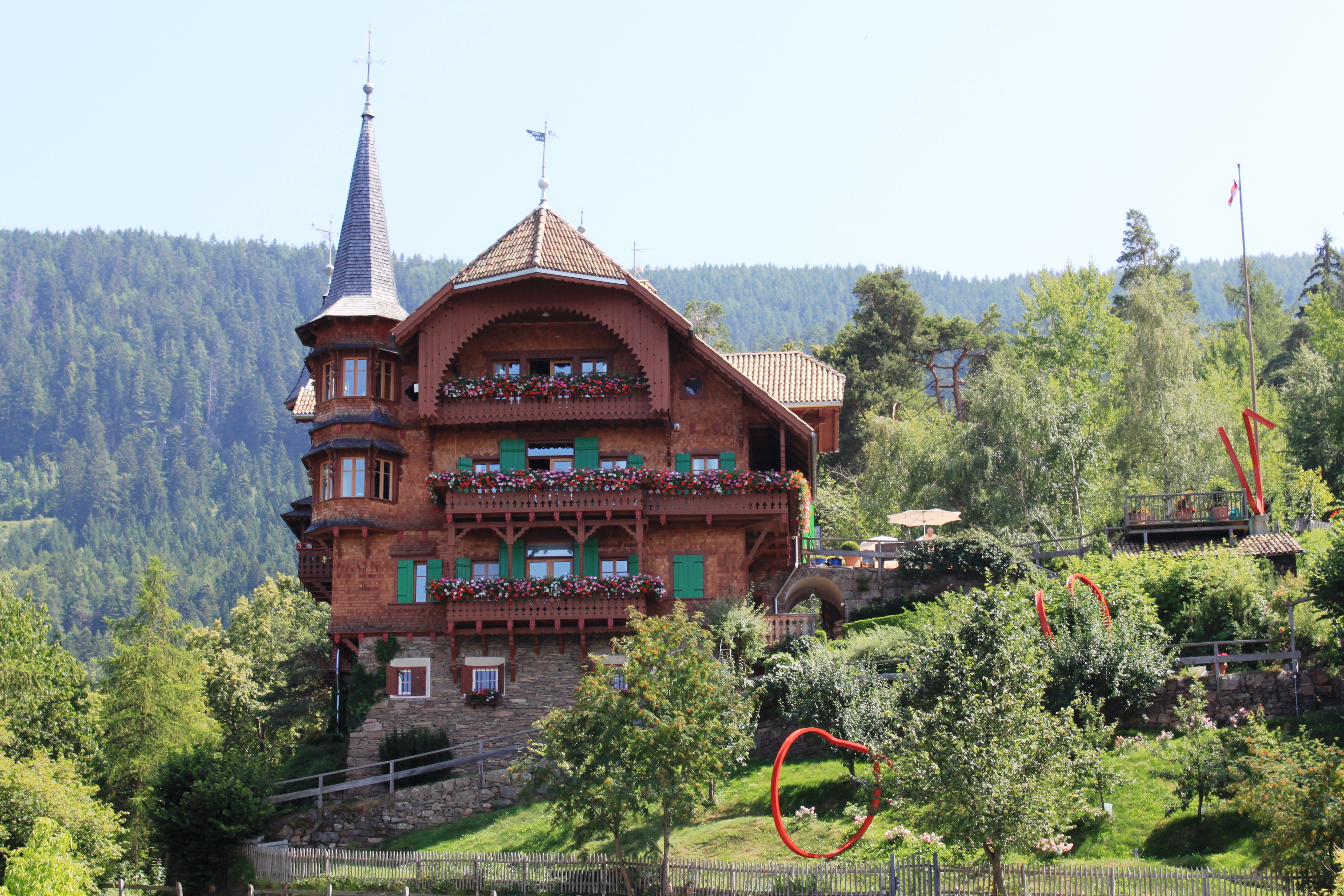
Villa Bittner in Kohlern, errichtet 1896 als Sommerfrische im Heimatstil

Johann Bittner (* 28. Februar 1852 in  Mährisch Schönberg, Österreich-Ungarn; † 9. September 1905 in Graz) war ein mährischer Architekt und Bauunternehmer. Er war ab 1877 in Bozen tätig und gilt als einer der bedeutendsten Stadtbaumeister der Stadt.

## Leben
Johann Bittner stammte aus Mährisch-Schönberg in  Österreich-Ungarn. Seit seiner Heirat mit Alberta Altmann, der Tochter des  Bozner Baumeisters Sebastian Altmann, ist Bittner in Bozen nachweisbar. Er übernahm nach dem Tod seines Schwiegervaters im Jahr 1894 dessen Baufirma und setzte dessen Werk in der Gestaltung des Bozner Stadtbildes fort. Bereits früh hatte er zentrale Projekte wie das Franziskanergymnasium betreut und das Schloss Runkelstein mitrestauriert.
Zu seinen bekanntesten Werken zählen die Herz-Jesu-Kirche in der Rauschertorgasse, die Villa Bittner in Kohlern (1896) und zahlreiche Wohnbauten in der Bozner Neustadt. Er war verantwortlich für den Bau der Kaiser-Franz-Josef-Kaserne sowie für die städtische Promenade in Gries.
Bittner war ein Vertreter des  Heimatstils, einer historisierenden Bauweise mit volkstümlichen Elementen, die um 1900 in Mitteleuropa verbreitet war. Besonders deutlich zeigt sich dies an seinem eigenen Sommerhaus, der Villa Bittner, mit Holzobergeschossen, Türmchen, Erkern und reichem Dekor.
Er verstarb im Alter von 53 Jahren in Graz und  wurde auf dem Bozner Stadtfriedhof beigesetzt.

## Werke (Auswahl)
- 1882: Neubau des Franziskanergymnasiums Bozen (Planung und Bauleitung)
- 1884: Restaurierung von Schloss Runkelstein (nach Plänen Friedrich von Schmidts)
- 1894–1896: Loretokirchlein in Zwölfmalgreien
- 1896: Villa Bittner (Degischer) in Kohlern (Sommerfrischhaus)
- 1896–1900: Herz-Jesu-Kirche in der Rauschertorgasse, Bozen
- 1897–1900: Kaiser-Franz-Josef-Kaserne in der Bozner Neustadt
- 1900: Zinshaus Hofmann, Weggensteinstraße
- 1901: Villa Köllensperger, Freiheitsstraße
- 1903: Cafe-Restaurant Magdalener-Keller, Brennerstraße
- 1903–1907: Neues Rathaus Bozen (unter Leitung von Carl Hocheder)